# Tumanauka
Tumanauka (biał. Туманаўка; ros. Тумановка) – wieś na Białorusi, w obwodzie mohylewskim, w rejonie mohylewskim, w sielsowiecie Daszkauka.